# Pelle Svanslös (filme de 1981)
Pelle Svanslös é um filme animado sueco dirigido por Jan Gissberg e Stig Lasseby, baseado nos personagens dos livros do autor Gösta Knutsson. O filme foi lançado nos cinemas da Suécia em 25 dezembro de 1981.

## Dubladores
- Mats Åhlfeldt - Pelle Svanslös
- Ewa Fröling - Maja Gräddnos
- Ernst-Hugo Järegård - Elake Måns
- Carl Billquist - Bill
- Björn Gustafson - Bull
- Wallis Grahn - Gammel-Maja i domkyrkotornet
- Lena-Pia Bernhardsson - Gullan från Arkadien
- Charlie Elvegård - Laban från Observatorielunden/En råtta
- Åke Lagergren - Murre från Skogstibble/Kalle Huggorm
- Nils Eklund - Rickard från Rickomberga
- Jan Sjödin - Fritz
- Gunilla Norling - Frida
- Eddie Axberg - Den tjocka råttan
- Gunnar Ernblad - Kråkan
- Kajsa Bratt - Birgitta
- Niklas Rygert - Olle
- Helena Brodin - Mamma
- Axel Düberg - Pappa
- Sture Hovstadius - ladugårdsförmannen